# Alexandre Metello de Sousa e Menezes
Alexandre Metello de Sousa e Menezes (ur. w  1687 w Marialvie, zm. w 1766) – portugalski dyplomata z XVIII wieku. W 1712 r. ukończył prawo cywilne i kanoniczne na uniwersytecie w Coimbrze z tytułem bakałarza. W latach 1725–1728 odbył podróż do Chin jako ambasador na dwór cesarza Yongzhenga, z zadaniem poprawienia sytuacji chrześcijańskich misjonarzy na terenie cesarstwa i Makau. Aczkolwiek został dobrze przyjęty, misja zakończyła się niepowodzeniem.